# Requin-Klasse
Die Requin-Klasse (requin = frz. für Hai) war eine Schiffsklasse von Hochsee-Unterseebooten der französischen Marine. In der damaligen französischen Typklassifikation handelte es sich um Boote der Klasse 1. Infolge eines Modernisierungsprogrammes der französischen Marine nach dem Ersten Weltkrieg wurden zwischen 1923 und 1928 auf drei Werften neun Boote der Requin-Klasse gebaut.
Im Zweiten Weltkrieg wurden die Boote sowohl von der vichyfranzösischen als auch der freifranzösischen Marine eingesetzt. Fünf U-Boote der Klasse gerieten im Laufe des Krieges in italienische Hand.

## Konstruktive Merkmale
Der Bootskörper war als Zweihüllenboot konstruiert und für Tauchtiefen bis zu 80 m ausgelegt. Der Antrieb war eine bei konventionellen U-Booten übliche Kombination aus zwei Dieselmotoren für die Überwasserfahrt und zwei Akkumulator-betriebenen Elektromotoren für die Tauchfahrt. Die Dieselmotoren stammten von Sulzer oder Schneider. Die Boote galten als schwerfällig und langsam.
Die Bewaffnung bestand aus einem 100-mm-Deckgeschütz, zwei 8-mm-MG zur Flugabwehr und zehn Torpedorohren im Kaliber 550 mm. Die Boote besaßen vier Torpedorohre im Bug und zwei im Heck. Dazu kamen vier außerhalb des Druckkörpers angeordnete schwenkbare Rohre. Das Konzept der extern angeordneten, schwenkbaren aber auf See nicht nachladbaren Rohre, war bei französischen U-Booten dieser Zeit üblich. Diese Bauweise galt als kompliziert und störanfällig. Außerdem beeinträchtigten die ausgeklappten Rohre Steuerung und Trimmung und führten durch den erhöhten Strömungswiderstand zur Verlangsamung und Geräuschbildung. Wegen der Unzuverlässigkeit der Steuerungstechnik französischer Torpedos dieser Zeit konnte aber auf schwenkbare Rohre nicht verzichtet werden.
Die Boote wurden zwischen 1935 und 1937 modernisiert. Umgebaut wurden hauptsächlich Teile des Rumpfes und der Antriebsanlage.

## Einsatzgeschichte
In der Zeit zwischen dem Beginn des Zweiten Weltkrieges am 1. September 1939 und dem deutsch-französischen Waffenstillstand am 22. Juni 1940 wurden die U-Boote überwiegend im Mittelmeer eingesetzt und patrouillierten vor der französischen und nordafrikanischen Küste. In dieser Zeit ging die Morse verloren, als das Boot vor Sfax in eine französische Minensperre fuhr und auf eine Seemine lief.
Nach der französischen Niederlage gegen Deutschland fuhr die Narval nach Malta und schloss sich der freifranzösischen Marine an, ging aber noch im selben Jahr verloren. Die anderen sieben Boote blieben im Dienst des Vichy-Regimes.
Ab Anfang Juni 1941 besetzten die Briten gemeinsam mit freifranzösischen Streitkräften Syrien und Libanon, die bis dahin unter der Kontrolle Vichyfrankreichs gestanden hatten. Im Laufe der Kämpfe wurde die Souffleur von einem britischen U-Boot versenkt.
Nach der Alliierten Landung in Nordafrika im November 1942 und dem anschließenden deutschen Einmarsch in Südfrankreich konnte die Massouin sich nach Nordafrika absetzen und schloss sich den alliierten Streitkräften an. Das Boot wurde 1944 stillgelegt und war wahrscheinlich das einzige Boot der Klasse, das im Krieg nicht versenkt wurde.
Die Caïman wurde gemeinsam mit den Resten der französischen Flotte in Toulon selbstversenkt, um das Boot dem Zugriff der Achse zu entziehen. Das Wrack wurde 1943 von den Italienern gehoben aber nicht wieder reaktiviert.
Die übrigen vier Boote wurden in Bizerta von den Italienern erbeutet. Die Italienische Marine setzte aber nur die Phoque unter dem Namen FR. 111 ein. Sie wurde schon im Februar 1943 von alliierten Flugzeugen versenkt. Die anderen erbeuteten U-Boote wurden nicht mehr eingesetzt.
Als Italien im Juli 1943 in der Folge der Alliierten Landung in Süditalien kapitulierte und die Seiten wechselte, wurden zwei Boote von den Deutschen erbeutet. Eines, die Dauphin, wurde von den Deutschen zerstört. Das Schicksal des zweiten Bootes, die Requin, ist unklar. Wahrscheinlich wurde es ebenfalls versenkt. Die beiden übrigen italienischen Beute-U-Boote wurden von den Italienern selbstversenkt.

## Einheiten
| Name      | Bauwerft             | Kiellegung        | Stapellauf        | Indienststellung  | Verbleib |
| --------- | -------------------- | ----------------- | ----------------- | ----------------- | --- |
| Requin    | Arsenal de Cherbourg | 14. Juni 1922     | 19. Juli 1924     | 28. Mai 1926      | Am 8. Dezember 1942 in Bizerta von den Italienern erbeutet und in FR. 113 umbenannt. Das Boot wurde am 9. September 1943 von den Deutschen übernommen. Der weitere Verbleib ist ungeklärt. |
| Souffleur | Arsenal de Cherbourg | 2. Oktober 1922   | 1. Oktober 1924   | 10. August 1926   | Am 25. Juni 1941 bei Position 33° 49′ N, 35° 26′ O vor Beirut von dem britischen U-Boot Parthian versenkt. |
| Marsouin  | Arsenal de Brest     | 4. November 1922  | 27. Dezember 1924 | 7. September 1927 | Entkam nach dem deutschen Einmarsch in Südfrankreich am 27. November 1942 aus Toulon und schloss sich den Alliierten an. Das Boot wurde im April 1944 in Oran deaktiviert und am 28. Februar 1946 endgültig gestrichen.                                                                                           |
| Dauphin   | Arsenal de Toulon    | 11. Dezember 1922 | 2. April 1925     | 22. November 1927 | Am 28. Februar 1941 in Bizerta deaktiviert, am 8. Dezember 1942 von den Italienern erobert und in FR. 115 umbenannt. Das Boot wurde am 9. September 1943 von den Deutschen erbeutet und am 15. September 1943 selbstversenkt.                                                                                     |
| Morse     | Arsenal de Cherbourg | 12. Februar 1923  | 9. Mai 1925       | 10. Februar 1928  | Lief am 16. Juni 1940 bei den Kerkenna-Inseln auf eine französische Seemine und sank. |
| Narval    | Arsenal de Cherbourg | 19. März 1923     | 9. Mai 1925       | 23. Juli 1926     | Schloss sich nach dem deutsch-französischen Waffenstillstand der freifranzösischen Marine an und operierte von Malta aus. Das Boot lief um den 15. Dezember 1940 vor der tunesischen Küste auf eine Seemine. |
| Espadon   | Arsenal de Toulon    | 1. Oktober 1923   | 28. Mai 1926      | 16. Dezember 1927 | Wurde im April 1941 in Bizerta deaktiviert, am 8. Dezember 1942 von den Italienern erobert und in FR. 114 umbenannt. Das Boot wurde am 13. September 1943 von den Italienern selbstversenkt. Die Deutschen hoben später das Wrack, reparierten es aber nicht.                                                     |
| Phoque    | Arsenal de Brest     | 21. Mai 1924      | 16. März 1926     | 7. Mai 1928       | Wurde im April 1941 in Bizerta deaktiviert, am 8. Dezember 1942 von den Italienern erobert und in FR. 111 umbenannt. War das einzige italienische Beute-Uboot der Requin-Klasse, das die Italienische Marine aktiv einsetzte. Das Boot wurde am 28. Februar 1943 bei Sizilien von alliierten Flugzeugen versenkt. |
| Caïman    | Arsenal de Cherbourg | 11. August 1924   | 3. März 1927      | 7. Februar 1928   | Wurde am 27. November 1942 in Toulon selbstversenkt und im Februar 1943 von den Italienern gehoben. Das Boot wurde am 11. März 1944 von einem alliierten Flugzeug versenkt. |